# (36480) 2000 QL30
2000 QL30 (asteroide 36480) é um asteroide da cintura principal. Possui uma excentricidade de 0.11861850 e uma inclinação de 7.63636º.
Este asteroide foi descoberto no dia 25 de agosto de 2000 por LINEAR em Socorro.